# Ludger Ramme
Ludger Ramme (* 10. April 1962 in Mülheim an der Ruhr) ist Verbandsdirektor der ULA – United Leaders Association und war bis Mai 2021 Präsident des Europäischen Führungskräfteverbandes CEC European Managers.
Ebenso wie der Deutsche Gewerkschaftsbund (DGB) und die Bundesvereinigung der Deutschen Arbeitgeberverbände (BDA) gehört die ULA zu den politischen Interessenvertretungen der Sozialpartner. Die CEC-European Managers ist einer der sechs von der EU-Kommission anerkannten Sozialpartner auf der europäischen Ebene.
Ramme wuchs in Mülheim an der Ruhr auf und legte dort nach einem einjährigen Studienaufenthalt als Gast des Rotary Club of Barrie in Ontario, Kanada sein Abitur an der Otto-Pankok-Schule ab.

## Studium
Ramme studierte von 1982 bis 1987 Rechtswissenschaften in Konstanz, Münster und Barcelona.
Nach der Ersten Juristischen Staatsprüfung begann er 1988 am Landgericht Duisburg mit dem Referendariat, in dessen Verlauf er 1990 ein weiteres Mal nach Barcelona ging. 1991 absolvierte er die Zweite Juristische Staatsprüfung.

## Berufliche Laufbahn
Ramme war von 1991 bis 1992 als Regierungsrat z. A. im Rechtsreferat des Bundesministerium für Bildung und Wissenschaft in Bonn tätig.
Daran schloss sich von 1992 bis 1993 die Tätigkeit als Justitiar und Assistent der Geschäftsleitung in einem Unternehmen der Nordstern-Gruppe in Bremerhaven an.
Ramme ist seit Herbst 1993 für die ULA tätig, seit 1995 in deren Geschäftsführung und war von 1999 bis 2021 deren Hauptgeschäftsführer. Zusätzlich führte er seit der Gründung im Jahr 2009 bis 2018 die Geschäfte des Verbandes für Fach- und Führungskräfte e.V. (VFF). Seit dem 1. Januar 2022 ist Ramme als Verbandsdirektor der ULA tätig.
Auf europäischer Ebene war er seit 1996 in unterschiedlichen Funktionen im Vorstand des europäischen Führungskräfteverbands CEC European Managers tätig. Von 2006 bis 2012 amtierte er als Generalsekretär. Von 2015 bis 2021 war er als erster Deutscher Präsident der CEC. Er nahm diese Funktion als Vertreter der ULA wahr.
Seit Mai 2016 ist Ramme ehrenamtliches Mitglied des Kuratoriums der EAF –  Diversity in Leadership e.V. (EAF Berlin).
Seit 2018 vertritt Ramme die ULA im Beirat des Pensionssicherungsverein der deutschen Wirtschaft (PSV).

## Gesellschaftspolitisches Engagement
Ludger Ramme lebte mit seiner Familie von 1999 bis 2016 in Falkensee bei Berlin. Dort gründete er im Jahr 2000 den Bürgerverein Finkenkrug e.V., dessen Vorsitzender er bis zum Jahr 2006 war. Ludger Ramme ist Gründungsmitglied des Westwind e.V., des Hauptstadtnetzwerkes der Nordrhein-Westfalen in Berlin und Brandenburg. Er ist Mitglied im Kanuclub Charlottenburg und im Völklinger Kreis.